# 池の平小屋
池の平小屋（いけのたいらごや）は、富山県黒部市宇奈月町の飛騨山脈（立山連峰）中にある山小屋。剱岳の北方稜線上に位置する池平山と、その東側にある仙人山の鞍部、標高2,040 mの場所に所在する。池ノ平小屋と表記されることもある。

## 歴史

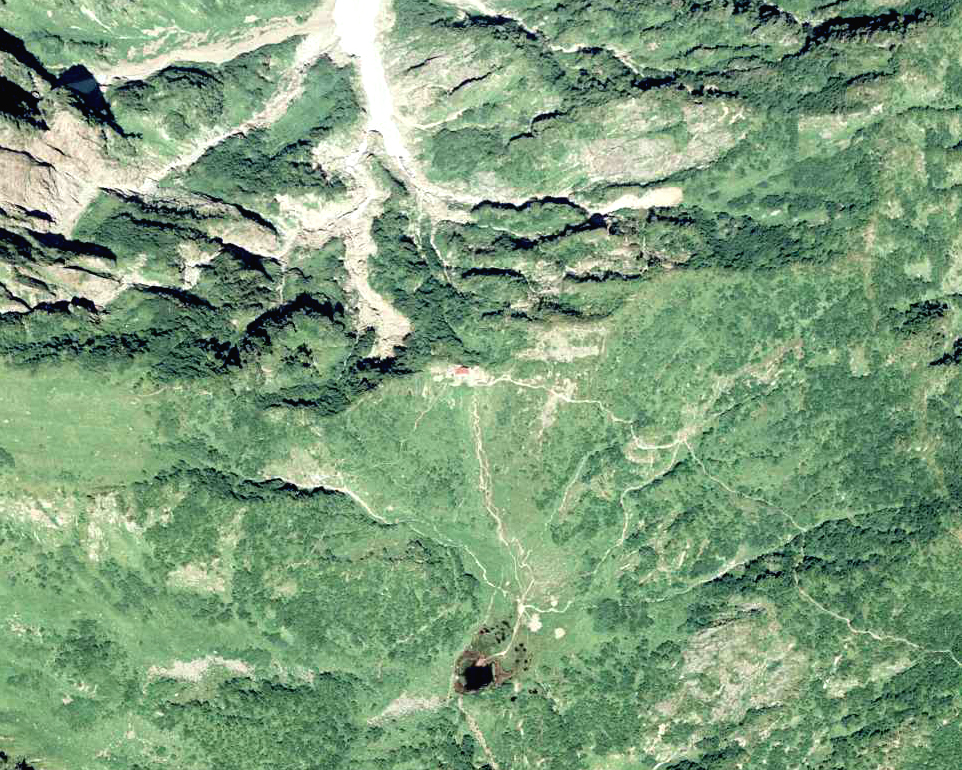
池の平小屋周辺の空中写真。画像中央の赤い屋根の小さな建物が小屋。南側にある水面が平の池。1977年9月16日撮影。。

小屋のある場所には、大正年間よりモリブデン鉱山である小黒部鉱山の事務所や飯場、富山営林署の造林小屋が存在していた。同鉱山閉山後の1928年から山小屋として供用され、剱岳登山の足掛かりとして利用されていたが、1951年に施設譲渡が行われて管理人が駐在する営業小屋となった。当時は立山黒部アルペンルートの開通前であり、黒部峡谷（阿曽原温泉）側からアプローチする剱岳登山者も多かっため、管理人の手による施設改修やカマボコ型宿舎の追加が順次行われ、1966年時点では収容人数80人という大型の小屋となっていた。
1991年、台風により小屋が被災。管理人の死去も重なり小屋の存続が危ぶまれたが、1994年に新たな小屋が完成、営業が再開された。主要な登山ルートから外れた奥地に位置し、登山者の少ない山域であるため、収益性が低いことから、「モンロー会」というボランティア団体が小屋の運営を支援しており、営業期間前の小屋開け作業や荷揚げ、登山道整備などを担っている。この団体名は、当小屋から眺めた剱岳北面の雪形がマリリン・モンローの唇に見えることから命名されたものである。

## 施設
2024年時点の収容人数は22人で、完全予約制となっている。水場とトイレ、宿泊者専用の風呂が用意されている。小屋外にはテント約30張り分のキャンプ指定地がある。

## 周辺
小屋の南側は氷河によって形成されたモレーン地形の池ノ平湿原となっており、大小さまざまな池塘が点在する。湿原の中には約0.5 haの大きさの池があり、平の池と呼ばれている。かつては剱池という名であった。剱岳北面を望見する地点として代表的な場所であり、無風の晴れの日には剱岳が逆さに水面に映り込む。池にはオオサンショウウオも生息している。
小屋周辺にはモリブデン鉱山の痕跡が残っており、事務所や飯場跡の石垣、当時使われていた部品の残骸やモリブデンの塊などが見られる。池平山には坑道跡もあり、遠目に眺めることができるほか、当小屋で連泊者を対象とした見学ツアーも行われている。

## アクセス
南側より
- 黒部ダム - 内蔵助平 - ハシゴ谷乗越 - 仙人峠 - 池の平小屋

コースタイム約9時間55分
- 室堂 - 剱御前小舎 - 剱澤小屋 - 真砂沢ロッジ - 仙人峠 - 池の平小屋

コースタイム約10時間
北側より
- 欅平駅 - 阿曽原温泉小屋 - 仙人谷ダム - 仙人温泉小屋 - 仙人池ヒュッテ - 仙人峠 - 池の平小屋

コースタイム約13時間20分
剱岳山頂から北方稜線を経由するルートは危険箇所の多い岩稜帯のバリエーションルートであり、一般登山者向けではない。当小屋では、北方稜線経由で到着を計画している登山者に対し、確実に小屋に到着できる技術と経験を持ち合わせている場合のみ宿泊予約するよう求めている。